# 希普考
希普考（德語：Schipkau）是德国勃兰登堡州的市镇，隶属于上施普雷瓦尔德-劳西茨县。总面积为68.94平方千米，截至2023年12月31日总人口为6,614人。